# Vladímir Zajárov (escalador)
Vladímir Valentínovych Zajárov (en ucraniano: Владимир Валентинович Захаров; Járkov, URSS, 20 de julio de 1972-Járkov, 11 de septiembre de 2008) fue un deportista ucraniano que compitió en escalada, especialista en la prueba de velocidad.
Ganó dos medallas en el Campeonato Mundial de Escalada, oro en 1999 y plata en 2001, y una medalla de bronce en el Campeonato Europeo de Escalada de 1998.
Falleció a los 36 años como consecuencia de un accidente de tráfico.

## Palmarés internacional
| Campeonato Mundial | Campeonato Mundial       | Campeonato Mundial | Campeonato Mundial |
| Año                | Lugar                    | Medalla            | Prueba             |
| ------------------ | ------------------------ | ------------------ | ------------------ |
| 1999               | Birmingham (Reino Unido) | Medalla de oro     | Velocidad          |
| 2001               | Winterthur (Suiza)       | Medalla de plata   | Velocidad          |
| Campeonato Europeo |                          |                    |                    |
| Año                | Lugar                    | Medalla            | Prueba             |
| 1998               | Núremberg (Alemania)     | Medalla de bronce  | Velocidad          |